# Bevara Sverige Svenskt
Bevara Sverige Svenskt (BSS) (Zweeds voor: "Houd Zweden Zweeds") was een Zweedse politieke nationalistische beweging. Haar doel was het debat te doen oplaaien om de vermeende massa-immigratie uit niet-Europese landen in te perken. BSS werd opgericht in 1979 in Stockholm en vormde in het begin een kartel met de partij Sverigepartiet. Een van de oprichters was Leif Zeilon. In 1986 voegde de partij zich bij de populistische partij Framstegspartiet, die later in Sverigedemokraterna opging.
Hoewel haar invloed beperkt was, was de BSS de eerste organisatie die een immigratie-inperking bepleitte en hierdoor ook veel aandacht kreeg in de media. In de rangen van de partij bevonden zich voornamelijk jonge nazi skinheads. BSS meende niet racistisch te zijn, hoewel zijn affichecampagnes slogans bevatten als "Låt inte din dotter bli en negerleksak" (Laat je dochter geen negerspeeltje worden) en "Negrer hotar sina offer" (Negers bedreigen hun slachtoffers).